# Арчуглунчай
Арчуглунчай (устар. Арчуг-су) — река в России, протекает по Хивскому району Дагестана. Устье реки находится в 28 км по левому берегу реки Чирагчай. Длина реки составляет 13 км. Площадь водосборного бассейна — 30,9 км².

## Данные водного реестра
По данным государственного водного реестра России относится к Западно-Каспийскому бассейновому округу, водохозяйственный участок реки — Самур, речной подбассейн реки отсутствует. Речной бассейн реки — Терек.
По данным геоинформационной системы водохозяйственного районирования территории РФ, подготовленной Федеральным агентством водных ресурсов:
- Код водного объекта в государственном водном реестре — 07030000412109300002712
- Код по гидрологической изученности (ГИ) — 109300271
- Код бассейна — 07.03.00.004
- Номер тома по ГИ — 09
- Выпуск по ГИ — 3